# Titans (revue)
Pour les articles homonymes, voir Titan.
Titans est un ancien magazine pour la jeunesse publié de mars 1976 à mai 1998 par les éditions Lug (devenu Semic en 1989).

## Historique
À ses débuts, la revue publie exclusivement du matériel de l'éditeur américain Atlas Seaboard. Les premières séries Marvel Comics apparaissent dès le numéro 4 avant d'occuper tout le sommaire du magazine au numéro suivant.
Parmi les séries qui ont marqué l'histoire du magazine, on retiendra Star Wars, Les Nouveaux Mutants, Dazzler et Excalibur. La parution est bimestrielle du numéro 1 (mars 1976) au numéro 35 (novembre 1981) pour devenir mensuelle à compter du numéro 36 (janvier 1982). 
La parution de Titans est interrompue au numéro 215 en décembre 1996 quand Semic perd les droits des séries Marvel. Elle reprend au numéro 216 en décembre 1997 avec une nouvelle formule consacrée aux séries de l'éditeur Top Cow. Le numéro 221 (mai 1998) fut le dernier numéro.

## Séries publiées
- Phoenix dans Titans 1,2,3
- Destructor dans Titans 1-4
- Planet of vampires dans Titans 1-3
- Wulf the barbarian dans Titans 1-4
- Doc Savage dans Titans 4-11
- Les Champions dans Titans 4-18, 20-22
- Skull the slayer dans Titans 5-12, 16-17
- Les gardiens de la galaxie dans Titans 5-15
- Iron Fist dans Titans 12-28
- Captain Marvel vol. 1 dans Titans 13-34
- Star Wars dans Titans 18-95
- Les Envahisseurs dans Titans 23-34
- Machine Man dans Titans 32-53
- Mikros dans Titans 35-87
- Dazzler dans Titans 35-85
- Les Nouveaux Mutants dans Titans 59-85, 96-129, 131-160
- West Coast Avengers dans Titans 86,88, 98-115, 117-189, 193
- Vision et la Sorcière Rouge dans Titans 87, 89-91, 93-98
- Epsilon dans Titans 88-108
- Kronos dans Titans 115-119
- Fallen Angels dans Titans 123-130
- Excalibur dans Titans 130-169, 171-184, 187-189, 193-215
- Captain America dans Titans 165-170
- Warlock dans Titans 170-194, 196-199, 202
- Blackwulf dans Titans 194-206
- Force Works dans Titans 195-199, 201, 203,205-209, 211-215
- Starjammers dans Titans 206-209
- ClanDestine dans Titans 207-213, 215
- X-Man dans Titans 213-215
- Cyberforce dans Titans 216-221
- Velocity dans Titans 217-219
- Arcanum dans Titans 216-221
- Nine Volt dans Titans 220-221
- 21 dans Titans 220-221